# Hemieuxoa sherpa
Hemieuxoa sherpa là một loài bướm đêm trong họ Noctuidae.